# De Monstris
De Monstris (lateinisch Von Monstern) ist ein Album der multinationalen Funeral-Doom-Band The NULLL Collective.

## Geschichte
De Monstris entstand ab dem Beginn des Jahres 2009, noch als Album des Projektes The Sad Sun von Stijn van Cauter von unter anderem Until Death Overtakes Me, The Ethereal oder Beyond Black Void und E. M. Hearst von Torture Wheel und Wraith of the Ropes. Aus einem Unmut gegenüber der Musikindustrie begann das Duo über van Cauters Label die Reihe Infra NULLL, eine Serie von Download-Singles, die mehr Kontrolle über die Werbung geben sollte und unnötige Dritte als Mittler zwischen Hörer und Künstler entfernen sollte. Als gemeinsamen Namen, der das Ideal repräsentieren sollte, wählte das Duo The NULLL Collective. Alsbald ging der Name auch in den eines Projekts über. Das Duo zog den Briten S. P. White von Uncertainty Principle und Thoraxembalmer hinzu und vollendete das bestehende Material von The Sad Sun als Debüt des Bandprojektes.
Jeder des multinationalen Trios schrieb Stücke und sandte Skizzen und Rohfassungen der musikalischen Idee an die anderen Mitglieder. Der Amerikaner Hearst verfasste meist fertige Songs, die die anderen ausführen, bearbeiten, ergänzen oder umschreiben konnten. Der Belgier van Cauter betonte eine entspannte Herangehensweise ohne Erwartungshaltung. Einige der Musikstücke wurden von einer Person geschrieben, andere wurden von allen Mitgliedern be- und erarbeitet. Eine Aufteilung als Instrumentalisten blieb ebenfalls aus.

## Albuminformationen
De Monstris ist ein Konzeptalbum „über den kontinuierlichen Verfall der Menschheit.“. Es wurde, nach einer Reihe Download-Singles als Debüt der Band über Aesthetic Death Records mit der Katalog-Nummer ADCD 016 am 19. Juli 2010 veröffentlicht. Das Album wurde mit einer Auflage von 1000 CDs veröffentlicht. Es enthält sechs separate Stücke, die eine Gesamtspielzeit von 49:17 Minuten haben.

### Gestaltung
Die Gestaltung übernahm Stijn van Cauter. Das Cover zeigt drei kleine kreisförmig eingefasste Symbole, die die einzelnen Musiker repräsentieren sollen und als deren Siegel benannt wurden, die um ein zentrales Symbol arrangiert sind. Mit Schriftelementen und weiteren kreisförmigen Verbindungen versehen wird das Symbol von der Gruppe als Krone des Kollektivs beschrieben. Der Hintergrund ist einem Pergament nachempfunden, die an ein Sonnensystem gemahnte Abbildung in einem bräunlichen Farbton.

### Stil
Die von The NULLL Collective auf De Monstris gespielte Musik ist extremer und experimenteller Funeral Doom mit Ansätzen des Industrial Metal. Für den Extreme Doom, der mit „nüchternen und cineastischen Keyboardspuren“ geschmückt wird, nutzt The NULLL Collective Drumcomputer, die mal hektisch, mal feierlich einen meist langsamen Rhythmus spielen, der gelegentlichen bis hin zu Blastbeats variiert wird. Hinzu kommt das Gitarrenspiel, das „giftige Leads“ und „vorsintflutliche hämmernde Riffs“ bietet. Als Gesang bieten die Musiker jeweils ein gutturales Growling, das als besessen, emotional und düster wahrgenommen wurde.

## Wahrnehmung
De Monstris wurde international besonders positiv angenommen. Es sei ein „unverzichtbares Werk, das nicht zu übersehen ist und [beweise], dass Extreme Doom immer noch etwas Neues zu sagen“ habe, schloss Bertrand Marchal seine für Doom-Metal.com verfasste Rezension des Albums. Als Album, dass „gehört werden“ müsse, lobte Chris vom Amboss Mag das Banddebüt. Ivan Tibos von Concrete Web urteilte ähnlich und betonte, dass das Album Aufmerksamkeit verdiene.

„De Monstris has a lurking, odious presence. Like a brooding omnipotent creature of the night, this has a stalking quality too it, a ravenous anger bubbling away beneath the surface, ready to blanket the world in death until nothing remains in the bleak, endless void of our remains!“

„De Monstris hat eine lauernd abscheuliche Präsenz. Wie ein grübelndes, allmächtiges Geschöpf der Nacht hat auch dies eine anschleichende Qualität, eine gefräßige Wut, die unter der Oberfläche vor sich hin brodelt, bereit, die Welt mit Tod zu überziehen, bis nichts mehr in der düsteren, endlosen Leere unserer Zurücklassenschaften übrig bleibt!“

## Titelliste
1. Exocation of the Void-Self: 13:13
2. Repulsugloid (Part 1): 2:50
3. Divine Skin: 7:47
4. Repulsugloid (Part 2): 1:54
5. Feed the Whore: 17:12
6. Silent Night: 5:37